# Col·lecció Carmen Thyssen-Bornemisza

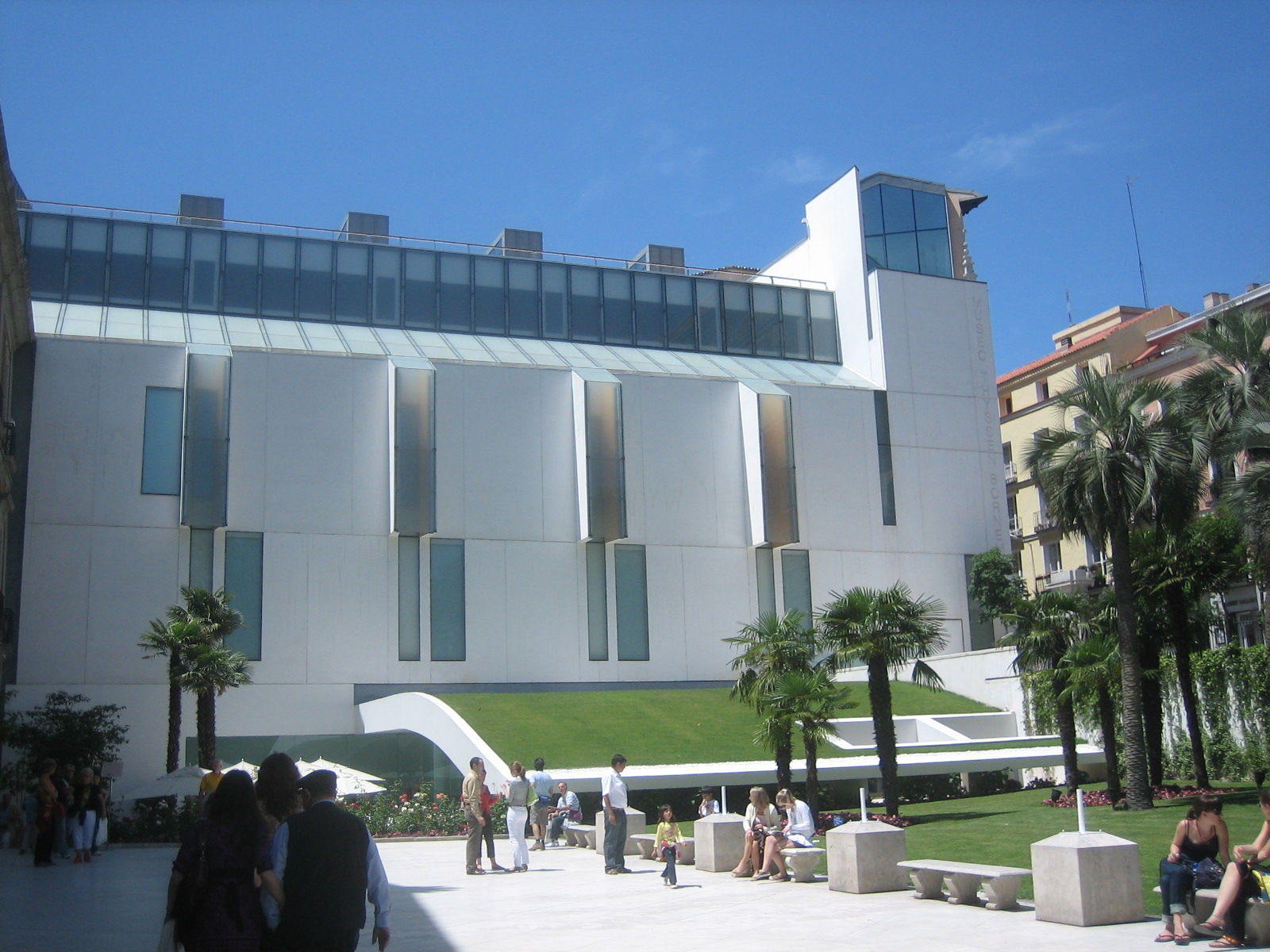
Ampliació del Museu Thyssen-Bornemisza de Madrid, que alberga una part de la Col·lecció Carmen Thyssen.

La Col·lecció Carmen Thyssen-Bornemisza és una col·lecció privada d'art, majorment pintura europea, formada per Carmen Cervera, vídua del baró Hans Heinrich Thyssen-Bornemisza. Aquesta col·lecció, que sobrepassa les 500 peces i segueix creixent, s'exposa parcialment en règim de préstec a deu anys en un annex del Museu Thyssen-Bornemisza de Madrid, mentre que un conjunt de pintura catalana s'exhibeix en el MNAC de Barcelona i altres seccions, majorment de pintura espanyola dels segles XIX i xx, s'exposen a nous centres a Màlaga (Museu Carmen Thyssen Málaga, des del 2011) i a Sant Feliu de Guíxols (Centre d'Art de Pintura Catalana Carmen Thyssen-Bornemisza, des del 2012, nou edifici en construcció el 2021), localitat on estiuejaven els barons. També hi ha un Museu Carmen Thyssen Andorra, a Escaldes-Engordany, al Principat d'Andorra.

## Història
L'origen d'aquesta col·lecció, que a la seva manera perllonga el mecenatge de la saga Thyssen, es remunta a la fi dels anys 80, quan la família Thyssen i el govern espanyol van seleccionar 775 obres d'art per a la creació del museu de Madrid. D'aquesta selecció es van excloure diverses obres: algunes per desig dels barons, que desitjaven reservar-les per al seu gaudiment personal, com Mata Múa de Paul Gauguin, i altres perquè es va entendre que -a pesar de la seva qualitat- no resultaven imprescindibles.
Després de la cessió definitiva de la Col·lecció Thyssen a Espanya el 1993, la família Thyssen va retenir aquest segon conjunt de pintures i altres antiguitats, que (segons relata la mateixa baronessa) es va taxar per al seu repartiment entre els diversos hereus del baró. Després de llargs litigis, el baró va aconseguir tancar, poc abans de morir, un acord de repartiment, incloent com beneficiaris a Carmen i al fill d'aquesta, Borja, que ell havia adoptat com propi (Borja Thyssen).
Ja prèviament, Carmen va donar prioritat a les obres d'art i va renunciar (segons relataria) a joies i altres béns per a obtenir peces en mans d'altres hereus. Aquest és el cas de l'escultura Sant Sebastià de Bernini, que havia passat a les mans de la seva fillastra Georg.
Aquesta estàtua s'exhibeix en el Museu Thyssen-Bornemisza, juntament amb les col·leccions pertanyents a l'Estat, encara que segueix sent propietat de Carmen. A partir de 1994 es van succeir les exposicions amb obres de Carmen Thyssen, tant a Espanya com a Europa i Àsia.
El perfil de la nova col·lecció insisteix en certes preferències de la família Thyssen, com els paisatges, encara que la important presència del Costumisme marca una clara diferència respecte de la col·lecció Thyssen clàssica, formada en Centreeuropa segons un gust més internacional i en la qual, l'art espanyol era minoritari fins a Picasso.
El gust de la baronessa per autors espanyols com Joaquim Sorolla i Bastida, Ignacio Zuloaga, Romero de Torres, Olga Sacharoff, etc. va coincidir amb un repunt d'aquests en el mercat de l'art, fenomen al que ella mateixa va contribuir. Així, pintures adquirides a preus raonables en els anys 90, van veure disparar-se la seva estimació tot just deu anys després.
A pesar d'aquest èxit com inversió, la qualitat de la col·lecció és matisada per certs experts, qui consideren que és una col·lecció més interessant com repertori que per la qualitat unitària de les seves peces. L'ampliació del Museu Thyssen-Bornemisza amb dos palaus annexos pertanyents a la família Goyeneche es va escometre entre 2002 i 2004 per a albergar una selecció de la col·lecció de la baronessa en règim de préstec.
El propòsit real és fusionar ambdues col·leccions, la Thyssen clàssica i la nova de la baronessa, però la seva fillastra Francesca Thyssen, que és també membre del Patronat del museu, es va oposar. Es va optar per una solució intermèdia: exhibir les col·leccions separades, i deixar per a més endavant la seva possible fusió.

## Contingut

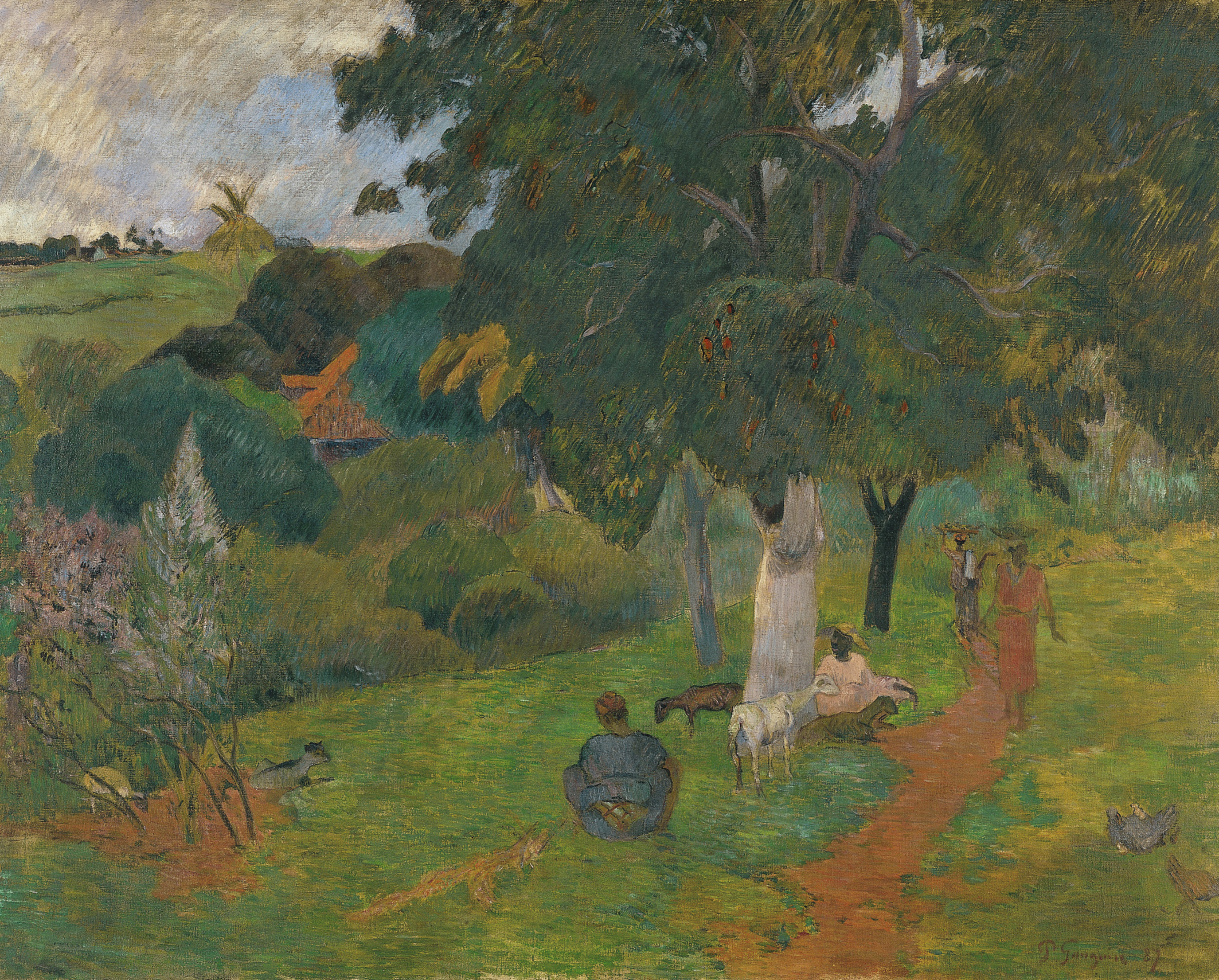
Allés et venues, Martinique, de Paul Gauguin

La Col·lecció Carmen Thyssen-Bornemisza no és tan sòlida ni àmplia com la Thyssen clàssica, si bé inclou peces d'èpoques molt dispars que complementarien bé aquesta última en cas de fusionar-se ambdues. Entre les peces més importants, destaca la taula San Pedro de Simone Martini, únic exemple d'aquest autor a Espanya i per ventura l'últim que subsisteix en mans privades en tot el món. S'exhibeix en l'edifici principal, juntament amb la col·lecció Thyssen de propietat pública.
Altres autors antics representats són Luca Giordano, Van Dyck (Crist crucificat), Pieter de Hooch, Fragonard (Retrat de dama), Corrado Giaquinto, Hubert Robert, Gaspar van Wittel, Zurbarán (Santa Rufina) i Goya (Dona amb nens en una font).
El major atractiu de la col·lecció és el lot de set llenços de Paul Gauguin, que inclou el famós Mata Múa i altres de diverses etapes. Seria el complement perfecte per a la col·lecció Thyssen principal, que només compta amb una pintura juvenil de Gauguin.
Els fons del XIX i principis del XX són molt amplis, i inclouen a Corot (Paisatge de Limousin), John Constable (L'esclusa), Toulouse-Lautrec (Els jockeys), Pissarro, dos paisatges de Paul Signac, quatre llenços de Pierre Bonnard, Camp de blat de Pierre-Auguste Renoir, un gran paisatge juvenil de Van Gogh (Molí a Gennep, Holanda), un Picasso precubista (Els segadors), diverses peces de Henri Matisse (com El passeig o una estatueta), de qui el Museu Thyssen només posseeix un exemplar, així com obres de James Ensor, Robert Delaunay, Raoul Dufy, Maurice de Vlaminck, expressionisme alemany i pop art (Richard Lindner i altres).
La baronessa ha afirmat posseir art espanyol contemporani, que segueix inèdit i que podria exposar-se en altre centre cultural, que -segons algunes fonts- la Comunitat de Madrid planteja erigir en l'antic Palau de Goyeneche, en la localitat de Nuevo Baztán. Les riques col·leccions de pintura catalana del XIX i pintura costumista andalusa semblen pensades per a les seves hipotètiques destinacions a Sant Feliú de Guíxols o Màlaga.

## Nous projectes

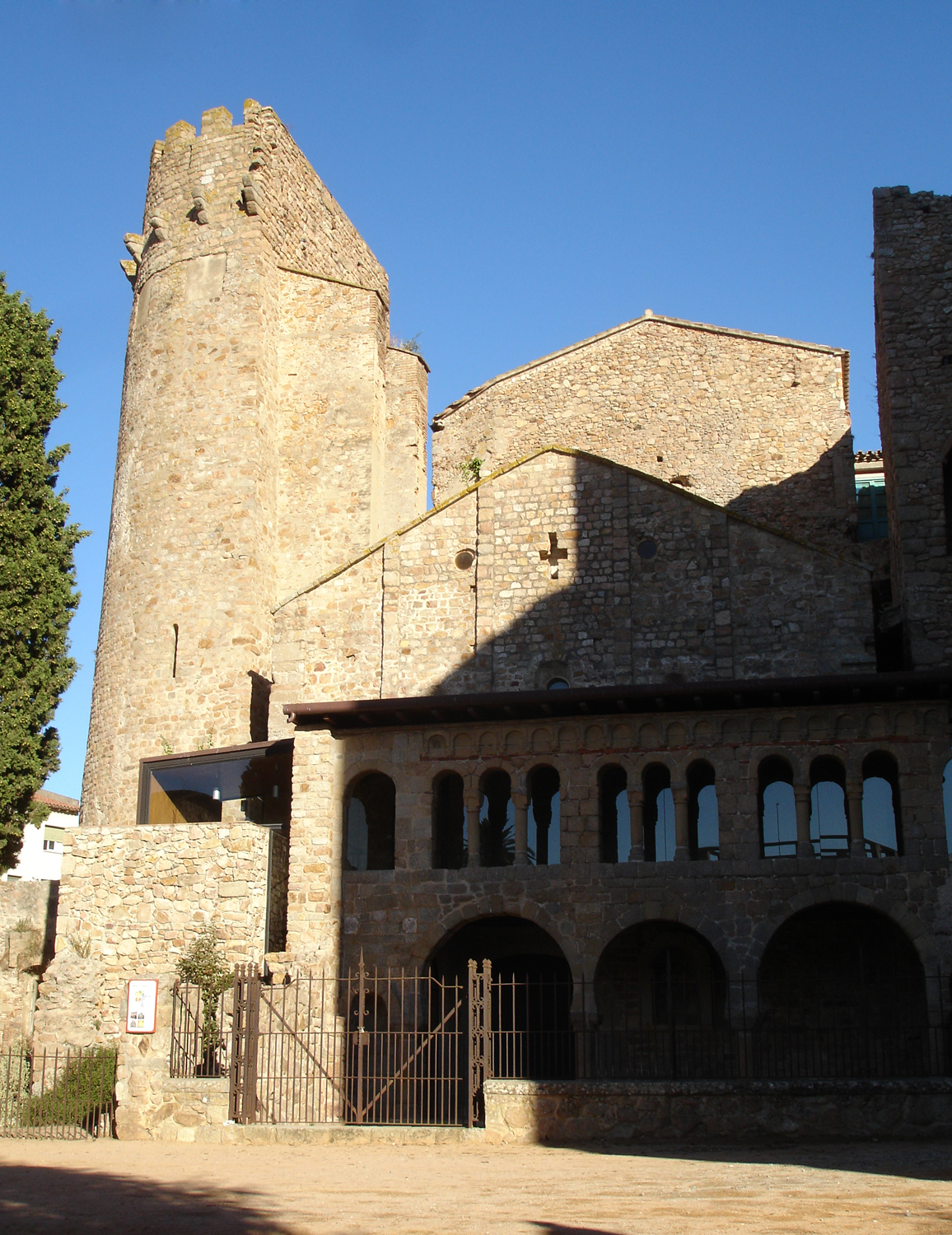
Façana del monestir de Sant Feliu de Guíxols, que albergarà la secció de pintura catalana de la col·lecció.

El 7 de gener de 2008, el Ministeri de Cultura d'Espanya va anunciar formalment que la secció catalana de la col·lecció s'instal·larà en un recinte del monestir de Sant Feliu de Guíxols. Avui dia, algunes pintures catalanes s'exhibeixen temporalment en el MNAC de Barcelona, igual que d'altres de segles anteriors cedides pel museu Thyssen-Bornemisza de Madrid.
El 21 d'abril de 2008, la pàgina web de El Mundo informava que la secció de la Col·lecció Carmen Thyssen de Màlaga s'instal·larà finalment en el Palau Villalón, un edifici originari del segle xvi i la reforma del qual es pressuposta en uns 16 milions d'euros. L'1 d'octubre del mateix any, el diari ABC anuncia la seva web que Carmen Thyssen perllonga el préstec d'obres al museu de Màlaga fins a 2025, i que es descarta la creació d'altra seu de la seva col·lecció en Sevilla.
El juliol del 2010 es va publicar la futura creació del Centre d'Art de Pintura Catalana Carmen Thyssen-Bornemisza, que se situarà a l'antiga fàbrica Serra Vicens de Sant Feliu de Guíxols.